# Hal Haenel
Harold H. (Hal) Haenel  (Saint Louis, 18 oktober 1958) is een voormalig Amerikaans zeiler.
Harold Haenel en zijn partner Mark Reynolds stonden tijdens de Olympische Zomerspelen 1988 voorafgaand aan de laatste wedstrijd eerste in het tussenklassement en een zesde plaats was voldoende voor de gouden medaille of een niet Britse overwinning in de laatste wedstrijd, de mast van de Amerikaanse boot brak af waardoor zij niet konden deelnemen aan de laatste wedstrijd en doordat de Britten de laatste wedstrijd wonnen werden de Amerikanen verwezen naar het zilver.
Vier jaar later werden Haenel en Reynolds olympisch kampioen in de star. In 1995 werd Reynolds samen met Haenel wereldkampioen in de star. 
Tijdens de Olympische Zomerspelen 1996 in eigen land stelden  Haenel en Reynolds teleur met een achtste plaats. 

## Wereldkampioenschappen
| Jaar | Plaats         | Resultaten |
| ---- | -------------- | ---------- |
| 1987 | Chicago        | 10e star   |
| 1988 | Buenos Aires   | star       |
| 1989 | Porto Cervo    | 4e star    |
| 1990 | Cleveland      | 9e star    |
| 1991 | Cannes         | star       |
| 1992 | San Francisco  | 5e star    |
| 1993 | Kiel           | 10e star   |
| 1994 | San Diego      | 10e star   |
| 1995 | Laredo         | star       |
| 1996 | Rio de Janeiro | star       |
| 2002 | Marina del Rey | 4e star    |
| 2006 | San Francisco  | 21e star   |
| 2007 | Cascais        | 12e star   |
| 2008 | Miami          | 62e star   |
| 2013 | San Diego      | star       |

## Olympische Zomerspelen
| Jaar | Plaats    | Resultaten |
| ---- | --------- | ---------- |
| 1988 | Seoel     | star       |
| 1992 | Barcelona | star       |
| 1996 | Atlanta   | 8e star    |